# Vương Côn Luân
Vương Côn Luân (tiếng Trung: 王昆仑; bính âm: Wáng kūn lún) (1902 - 1985), nguyên tên là Vương Nhữ Ngu, tự là Lỗ Chiêm, người Vô Tích, tỉnh Giang Tô.

## Tiểu sử
Vương Côn Luân sinh ngày 1 tháng 8 năm 1902 tại Định Châu, Hà Bắc nhưng sinh trưởng tại Bắc Kinh. Năm 1922 được Tôn Trung Sơn giới thiệu, Vương Côn Luân gia nhập Quốc dân đảng Trung Quốc. Năm 1926 làm cán bộ giáo dục chính trị trong phân hiệu quân hiệu Hoàng Bộ ở phía nam Triều Châu, sau đó làm Bí thư trưởng Bộ Chính trị Tổng tư lệnh quân đội cách mạng quốc dân, do Quốc - Cộng phân liệt nên từ chức. Năm 1933 bí mật gia nhập Đảng cộng sản Trung Quốc. Năm 1941 cùng nhóm Hứa Bảo Câu tổ chức thành lập Trung Quốc dân chủ cách mạng đồng minh. Năm 1943 lại cùng nhóm Đàm Bình Sơn tổ chức thành lập Tam dân chủ nghĩa đồng chí liên hợp hội (tức Dân Liên). Tháng 11 năm 1949, tại hội nghị hợp nhất các tổ chức Quốc dân đảng cánh tả bao gồm Dân Liên, Dân Xúc và Dân Cách thành một tổ chức duy nhất là Uỷ ban cách mạng Quốc dân đảng Trung Quốc (gọi tắt là Dân Cách), Vương Côn Luân được bầu vào thường uỷ Dân Cách. Tháng 7 năm 1979 được bầu làm Phó chủ tịch Chính hiệp toàn quốc. Tháng 10 năm 1979, tại Đại hội đại biểu toàn quốc lần thứ năm của Dân Cách, Vương Côn Luân được bầu làm Phó chủ tịch trung ương Dân Cách. Năm 1981, Chủ tịch trung ương Dân Cách là Chu Uẩn Sơn qua đời, Vương Côn Luân làm quyền chủ tịch, tại Đại hội toàn quốc Dân Cách khoá 5 được bầu làm chủ tịch. Vương Côn Luân qua đời ngày 23 tháng 8 năm 1985.

## Nghiên cứu Hồng lâu mộng
Ngoài vai trò chính trị, Vương Côn Luân còn là nhà Hồng học nổi tiếng với tác phẩm Hồng lâu mộng nhân vật luận. Ông chính là Chủ nhiệm Ban cố vấn cho bộ phim Hồng lâu mộng 1987 của đạo diễn Vương Phù Lâm.